# Queensrÿche (album)
Pour l'EP de 1983, voir Queensrÿche (EP).
Albums de Queensrÿche
Frequency Unknown
(2013) Condition Hüman
(2015)
Queensrÿche est le treizième album studio du groupe de heavy metal américain Queensrÿche. Il est sorti en juin 2013 chez Century Media Records.

## Titres
1. X2 (Scott Rockenfield) – 1:09
2. Where Dreams Go to Die (Parker Lundgren, Todd La Torre, Michael Wilton) – 4:25
3. Spore (Rockenfield, La Torre, Eddie Jackson) – 3:25
4. In This Light (Rockenfield, Jackson) – 3:23
5. Redemption (Wilton, La Torre, Rockenfield) – 4:16
6. Vindication (Wilton, La Torre, Rockenfield) – 3:26
7. Midnight Lullaby (Rockenfield, La Torre) – 0:55
8. A World Without (Rockenfield, La Torre, Wilton) – 4:10
9. Don't Look Back (Wilton, La Torre) – 3:13
10. Fallout (Rockenfield, Jackson) – 2:46
11. Open Road (Rockenfield, La Torre, Wilton) – 3:55

## Musiciens
- Todd La Torre : chant
- Michael Wilton : guitare solo
- Parker Lundgren : guitare rythmique
- Eddie Jackson : basse, chœurs
- Scott Rockenfield : batterie, arrangements orchestraux
- Pamela Moore : chant (8)
- Andrew Raiher : violon, arrangements orchestraux